# Нитробензол
Нитробензо́л — ароматическое нитросоединение, простейший представитель класса нитробензолов. При комнатной температуре является бледно-желтой маслянистой жидкостью с характерным запахом горького миндаля. 

## Физические свойства
При замерзании нитробензол образует зеленовато-желтые кристаллы. Не растворяется в воде (0,19 % по массе при 297 K, 0,8 % при 350 K). Растворяется в концентрированных кислотах (при разведении таких растворов водой осаждается). Неограниченно смешивается с диэтиловым эфиром, бензолом, некоторыми другими органическими растворителями. Перегоняется с водяным паром. Показатель преломления (для D-линии натрия (589 нм), при 297K) 1,5562. Дипольный момент газообразных молекул (в дебаях) 4,22 D. Удельная теплоёмкость 1,51 Дж/(г·К).

## Получение
Основной способ получения нитробензола (как и других нитроаренов) — нитрование в условиях электрофильного замещения бензола (соответственно, аренов). Электрофильной частицей является ион нитрония NO2+. В промышленности нитробензол получают непрерывным нитрованием бензола смесью концентрированных H2SO4 и HNO3 с выходом 96—99 %. 
В лабораторных условиях нитробензол получают нитрованием бензола смесью H2SO4 (1,84 г/см3) и HNO3 (1,4 г/см3) в соотношении 1:1 при 40—60 °C (45 мин). Выход целевого продукта достигает 80 %. 
Принципиально возможна (но не применяется в силу низкого выхода) реакция нитрования бензола концентрированной азотной кислотой. Несколько реже (как и для получения других нитроаренов) в лабораториях используют замещение, модификацию или элиминирование заместителей, уже имеющихся при бензольном кольце.
Например, возможно получать нитробензол окислением анилина перокситрифторуксусной кислотой (или другими окислителями; чем менее кислая среда — тем больше доля азоксибензола в продуктах).

## Химические свойства

### Электрофильное замещение
В связи с сильным электроноакцепторным действием нитрогруппы реакции электрофильного замещения идут в мета-положение, и скорость реакции ниже чем у бензола.
- При нитровании образуется смесь изомеров: 93% м-динитробензола, 6% о-динитробензола и 1% п-динитробензола.[7]

- При сульфировании 60% олеумом получается м-нитробензосульфокислота (м-НБСК).[8]

- При хлорировании нитробензола в присутствии катализатора образуется 3-нитрохлорбензол.[9]

- При бромировании в присутствии железа образуется м-бромнитробензол с хорошим выходом.[10]

- Нитробензол не вступает в реакцию Фриделя-Крафтса.[11] Были найдены условия, в которых нитробензол алкилируется в смеси этанола и серной кислоты, однако реакция обладает низкими выходами и имеет лишь академическую ценность.[12]

### Нуклеофильное замещение
- При нагревании нитробензола с твердым гидроксидом калия образуется о-нитрофенол с низким выходом.[13] Выход о-нитробензола не может быть выше 50% от теоретического, так как данная реакция представляет собой диспропорционирование нитробензола.

- Реакция нитробензола с магнийорганическими соединениями приводит к образованию смеси  орто- и пара-алкилнитрозобензолов в соотношении ~2:1.[3][14]

### Восстановление
Бо́льшая часть (~95%) производимого нитробензола используется в качестве сырья для синтеза анилина.
Реакция восстановления нитробензола в анилин под действием сульфида аммония была открыта Н. Н. Зинином ещё в 1842 году.  Однако в настоящее время для производства анилина из нитробензола применяется гидрирование в присутствии катализаторов (Cu/SiO2 или Pd/Al2O3). Выход анилина при каталитическом гидрировании составляет >98 %.
К продуктами частичного восстановления нитробензола можно отнести следующие вещества:
| # | Восстановитель   | Продукт                    | Комментарий                                                        |
| - | ---------------- | -------------------------- | ------------------------------------------------------------------ |
| 1 | Zn – NH4Cl(р-р)  | N-фенилгидроксиламин       | Под действием кислот перегруппировывается в 4-аминофенол           |
| 2 | Na3AsO3          | Азоксибензол               |                                                                    |
| 3 | Zn – NaOH(р-р)   | Азобензол                  |                                                                    |
| 3 | Zn – NaOH(р-р)   | Гидразобензол              | Под действием кислот гидразобензол перегруппировывается в бензидин |
| 4 | LiAlH4           | Азобензол                  |                                                                    |
| 5 | Na2S2O3 – Na3PO4 | Фенилсульфаминовая кислота |                                                                    |

## Применение
Исходное сырьё в производстве анилина, ароматических азотсодержащих соединений (бензидин, хинолин, азобензол), растворитель эфиров целлюлозы, компонент полировальных составов для металлов. Применяется как растворитель и мягкий окислитель.
Производные нитробензола используются в качестве взрывчатых веществ и как компоненты ракетных топлив. В парфюмерии — в качестве душистых или фиксирующих запах веществ, в том числе — искусственных мускусов. Сам нитробензол ранее выпускали под названием «горько-миндального» или «мирабанового» масла. Некоторые производные нитробензола используются в составе лаков и красок. Некоторые применяются в медицине.

## Биологическая роль и токсичность
Нитробензол токсичен: относится ко второму классу опасности и в больших концентрациях может вызывать гемолиз.
Впитывается через кожу, оказывает сильное действие на ЦНС, нарушает обмен веществ, вызывает заболевания печени, окисляет гемоглобин в метгемоглобин.
ПДК в рабочей зоне — 1 мг/м³, ЛД50 — 120 мг/кг на крысах.